# Stein (huyện)
Huyện Stein (tiếng Pháp: District du Stein, tiếng Đức: Bezirk Stein) là một huyện hành chính của Thụy Sĩ. Huyện này thuộc bang Bang Schaffhausen. Huyện Stein có diện tích 31 km², dân số theo thống kê của cục thống kê Thụy Sĩ năm 1999 là 4941 người. Trung tâm của huyện đóng ở Stein am Rhein. Mã của huyện là 1405.